# Distrito Escolar de Primaria de Adelanto
El Distrito Escolar de Primaria de Adelanto (Adelanto Elementary School District) es un distrito escolar del Condado de San Bernardino, California. Tiene su sede en Adelanto y gestiona escuelas primarias (elementary), intermedias (middle), y K-8. Sirve Adelanto y partes de Victorville.
A partir de 2016 el superintendente (jefe) del distrito es Edwin Gómez.
El consejo escolar tiene un presidente, un secretario, y tres miembros.

## Escuelas
Escuelas K-8:
- Escuela Donald F. Bradach
- Escuela El Mirage
- Escuela Primaria e Intermedia George Magnet sobre las Artes Plásticas y Escénicas

Escuelas intermedias (7-8):
- Escuela Intermedia Columbia
- Escuela Intermedia Mesa Linda

Escuelas primarias (K-6):
- Escuela Primaria Adelanto
- Escuela Primaria Eagle Ranch
- Escuela Morgan Kincaid Preparatory of Integrated Studies
- Escuela Primaria Theodore Vick
- Escuela Primaria Victoria Magathan
- Escuela Primaria West Creek
- Escuela Primaria Westside Park

Otras:
- Gus Franklin School

## Ex-escuelas
Escuela Primaria Desert Trails
- La organización Desert Trails Parent Union, con apoyo de Parent Revolution,[6] abogó por la conversión de la Escuela Primaria Desert Trails a una escuela charter.[7] Abajo la ley "parent trigger", si más de 50% de los padres del cuerpo estudiantil de una escuela  firman una petición, la escuela puede ser convertido en una escuela charter.[6]